# 몰리 탈로브
몰리 탈로브(Molly Tarlov, 1992년 9월 12일 ~ )는 미국의 배우이다.